# Papier termiczny

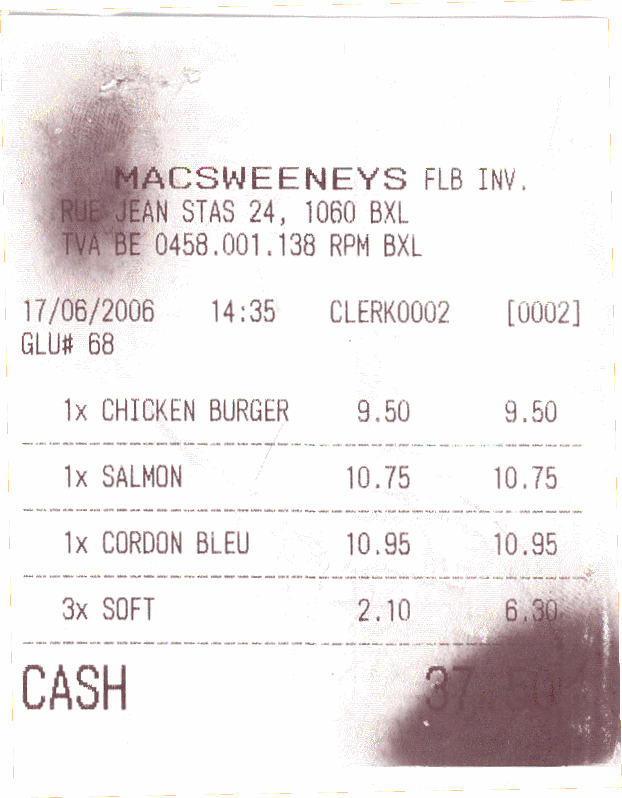
Papier termiczny.

Papier termiczny – papier stosowany w druku termicznym, czyli głównie w drukarkach termicznych. 
Papier termiczny składa się z papieru bazowego, emulsji termoczułej oraz warstwy zabezpieczającej. Emulsja termoczuła zawiera sensybilizator, tj. warstwę podatną na działanie temperatury głowicy drukarki. Stopienie sensybilizatora prowadzi do zmieszania formownika i wywoływacza koloru. W niektórych rodzajach papieru termicznego, z powodu jego niskiej trwałości, stosuje się zabezpieczenia chroniące papier przed wpływami czynników zewnętrznych.
Papier termiczny używa się w urządzeniach drukujących za pomocą druku termicznego (paragony, bilety wstępu, faksy, etykiety). Ograniczeniem w szerokim zastosowaniu tego rodzaju papieru jest jego krótkotrwałość – po kilkuletnim przechowywaniu nadruk może całkowicie wyblaknąć. Alternatywą do druku termicznego jest druk termotransferowy.